# GSC150-553-1
GSC150-553-1 — хімічно пекулярна зоря спектрального класу A1, що має видиму зоряну величину в смузі V приблизно 11,7.